# Channel 3
Channel 3 (também conhecida como CH3) é uma banda estadunidense de punk rock formada na cidade de Cerritos, Califórnia.

## Discografia
| Ano  | Título                  |
| ---- | ----------------------- |
| 1981 | Channel 3               |
| 1982 | Fear of Life            |
| 1983 | After the Lights Go Out |
| 1984 | Airborne                |
| 1985 | Last Time I Drank       |
| 1989 | Rejected                |
| 1995 | The Skinhead Years      |
| 2002 | CH3                     |

### Compilações com participação da banda
| Ano  | Título                     | Canção/Canções da banda no álbum    |
| ---- | -------------------------- | ----------------------------------- |
| 1981 | Rodney on the ROQ Volume 2 | "You Lie"                           |
| 1981 | The Future looks Bright    | "Waiting in the Wings" e "Manzanar" |
| 1982 | American Youth Report      | "Catholic Boy"                      |
| 1982 | Eastern Front Volume II    | "Mannequin"                         |
| 1982 | Rodney on the ROQ Volume 3 | "Separate Peace"                    |
| 1983 | Posh Hits Volume 1         | "You Make Me Feel Cheap"            |
| 1984 | Something to Believe in    | "Indian Summer"                     |